# Eliminatoria al Campeonato Sub-16 de la AFC de 2010
La Eliminatoria al Campeonato Sub-16 de la AFC de 2010 contó con la participación de 45 selecciones infantiles de Asia luchando por 15 plazas para la fase final del torneo a celebrarse en Uzbekistán junto al país anfitrión.

## Grupo A
Los partidos se jugaron en Malaysia.
| País           | J                  | G                  | E                  | P                  | GF                 | GC                 | GD                 | PTS                |
| -------------- | ------------------ | ------------------ | ------------------ | ------------------ | ------------------ | ------------------ | ------------------ | ------------------ |
| Uzbekistán     | 4                  | 3                  | 1                  | 0                  | 10                 | 0                  | +10                | 10                 |
| Kuwait         | 4                  | 3                  | 0                  | 1                  | 8                  | 3                  | +5                 | 9                  |
| Arabia Saudita | 4                  | 2                  | 1                  | 1                  | 3                  | 1                  | +2                 | 7                  |
| Pakistán       | 4                  | 0                  | 1                  | 3                  | 1                  | 7                  | −6                 | 1                  |
| Afganistán     | 4                  | 0                  | 1                  | 3                  | 1                  | 12                 | −11                | 1                  |
| Sri Lanka      | Abandonó el torneo | Abandonó el torneo | Abandonó el torneo | Abandonó el torneo | Abandonó el torneo | Abandonó el torneo | Abandonó el torneo | Abandonó el torneo |

| 19 de octubre de 2009 | Arabia Saudita  | 1 – 0   | Afganistán | Panasonic Stadium, Kuala Lumpur                   |                                                   |
|                       | Al-Muwallad 16' | Reporte |            | Asistencia: 300 espectadores Árbitro(s): Hla Tint | Asistencia: 300 espectadores Árbitro(s): Hla Tint |

| 19 de octubre de 2009 | Uzbekistán                                          | 3 – 0   | Pakistán | Panasonic Stadium, Kuala Lumpur                                  |                                                                  |
|                       | Mahstaliyev 21' · Khakimov 74' · Mirabdullaev 90+2' | Reporte |          | Asistencia: 200 espectadores Árbitro(s): Mawla Hussain Al-Raeisi | Asistencia: 200 espectadores Árbitro(s): Mawla Hussain Al-Raeisi |

| 21 de octubre de 2009 | Uzbekistán                          | 3 – 0   | Kuwait | Panasonic Stadium,, Kuala Lumpur                        |                                                         |
|                       | Mahstaliyev 18' 66' · Abdullaev 86' | Reporte |        | Asistencia: 200 espectadores Árbitro(s): Mohammad Mousa | Asistencia: 200 espectadores Árbitro(s): Mohammad Mousa |

| 21 de octubre de 2009 | Pakistán | 0 – 2   | Arabia Saudita                  | Panasonic Stadium, Kuala Lumpur                             |                                                             |
|                       |          | Reporte | Al-Nakhli 76' · Khan 87' (a.g.) | Asistencia: 150 espectadores Árbitro(s): Abdul Hannan Miron | Asistencia: 150 espectadores Árbitro(s): Abdul Hannan Miron |

| 23 de octubre de 2009 | Pakistán | 0 – 1   | Kuwait          | Panasonic Stadium, Kuala Lumpur                             |                                                             |
|                       |          | Reporte | S. Al-Enezi 72' | Asistencia: 150 espectadores Árbitro(s): Dmitriy Mashentsev | Asistencia: 150 espectadores Árbitro(s): Dmitriy Mashentsev |

| 23 de octubre de 2009 | Afganistán | 0 – 4   | Uzbekistán                                        | Panasonic Stadium, Kuala Lumpur                        |                                                        |
|                       |            | Reporte | Mirabdullaev 9' · Khakimov 15' 29' · Jakbarov 67' | Asistencia: 60 espectadores Árbitro(s): Mohammad Mousa | Asistencia: 60 espectadores Árbitro(s): Mohammad Mousa |

| 25 de octubre de 2009 | Afganistán    | 1 – 1   | Pakistán   | Panasonic Stadium, Kuala Lumpur                            |                                                            |
|                       | Mohammadi 50' | Reporte | Faheem 89' | Asistencia: 50 espectadores Árbitro(s): Abdul Hannan Miron | Asistencia: 50 espectadores Árbitro(s): Abdul Hannan Miron |

| 25 de octubre de 2009 | Kuwait          | 1 – 0   | Arabia Saudita | Panasonic Stadium, Kuala Lumpur                                  |                                                                  |
|                       | N. Al-Enezi 47' | Reporte |                | Asistencia: 450 espectadores Árbitro(s): Mawla Hussain Al-Raeisi | Asistencia: 450 espectadores Árbitro(s): Mawla Hussain Al-Raeisi |

| 27 de octubre de 2009 | Arabia Saudita | 0 – 0   | Uzbekistán | Panasonic Stadium, Kuala Lumpur                             |                                                             |
|                       |                | Reporte |            | Asistencia: 200 espectadores Árbitro(s): Dmitriy Mashentsev | Asistencia: 200 espectadores Árbitro(s): Dmitriy Mashentsev |

| 27 de octubre de 2009 | Afganistán | 0 – 6   | Kuwait                                                     | Panasonic Stadium, Kuala Lumpur                  |                                                  |
|                       |            | Reporte | Al-Fahad 8' 51' 68' 77' · Al-Sarheed 47' · S. Al-Enezi 65' | Asistencia: 70 espectadores Árbitro(s): Hla Tint | Asistencia: 70 espectadores Árbitro(s): Hla Tint |

## Grupo B
Los partidos se jugaron en Nepal.
| País       | J                  | G                  | E                  | P                  | GF                 | GC                 | GD                 | PTS                |
| ---------- | ------------------ | ------------------ | ------------------ | ------------------ | ------------------ | ------------------ | ------------------ | ------------------ |
| Irán       | 4                  | 3                  | 1                  | 0                  | 9                  | 0                  | +9                 | 10                 |
| Tayikistán | 4                  | 3                  | 1                  | 0                  | 9                  | 0                  | +9                 | 10                 |
| Baréin     | 4                  | 2                  | 0                  | 2                  | 7                  | 5                  | +2                 | 6                  |
| Nepal      | 4                  | 1                  | 0                  | 3                  | 3                  | 12                 | –9                 | 3                  |
| Líbano     | 4                  | 0                  | 0                  | 4                  | 1                  | 12                 | −11                | 0                  |
| Maldivas   | Abandonó el torneo | Abandonó el torneo | Abandonó el torneo | Abandonó el torneo | Abandonó el torneo | Abandonó el torneo | Abandonó el torneo | Abandonó el torneo |

| 5 de octubre de 2009 | Baréin | 0 – 2   | Tayikistán                   | Dashrath Stadium, Katmandú                              |                                                         |
|                      |        | Reporte | Muhtojzoda 28' · Rasulov 73' | Asistencia: 600 espectadores Árbitro(s): Chaiya Mahapab | Asistencia: 600 espectadores Árbitro(s): Chaiya Mahapab |

| 5 de octubre de 2009 | Líbano   | 0 – 3 Acreditado | Nepal | Dashrath Stadium, Katmandú                            |                                                       |
|                      | Saad 14' | Reporte          |       | Asistencia: 2,300 espectadores Árbitro(s): Shaban Ali | Asistencia: 2,300 espectadores Árbitro(s): Shaban Ali |

| 7 de octubre de 2009 | Baréin                       | 2 – 1   | Líbano   | Dashrath Stadium, Katmandú                           |                                                      |
|                      | Mubarak 45+2' · H.Khaled 85' | Reporte | Saad 32' | Asistencia: 250 espectadores Árbitro(s): Kadhum Auda | Asistencia: 250 espectadores Árbitro(s): Kadhum Auda |

| 7 de octubre de 2009 | Tayikistán | 0 – 0   | Irán | Dashrath Stadium, Katmandú                              |                                                         |
|                      |            | Reporte |      | Asistencia: 200 espectadores Árbitro(s): Jaber Suleiman | Asistencia: 200 espectadores Árbitro(s): Jaber Suleiman |

| 9 de octubre de 2009 | Tayikistán                    | 3 – 0   | Líbano | Dashrath Stadium, Katmandú                                  |                                                             |
|                      | Rasulov 4' 65' · Sultonov 47' | Reporte |        | Asistencia: 100 espectadores Árbitro(s): Mohammed Al-Labani | Asistencia: 100 espectadores Árbitro(s): Mohammed Al-Labani |

| 9 de octubre de 2009 | Irán                                               | 3 – 0   | Nepal | Dashrath Stadium, Katmandú                               |                                                          |
|                      | Tamang 34' (a.g.) · Hassanifar 60' · Aeinehchi 89' | Reporte |       | Asistencia: 3,200 espectadores Árbitro(s): Vadim Agishev | Asistencia: 3,200 espectadores Árbitro(s): Vadim Agishev |

| 11 de octubre de 2009 | Líbano | 0 – 4   | Irán                                  | Dashrath Stadium, Katmandú                              |                                                         |
|                       |        | Reporte | Mehdipour 47' · Aeinehchi 55' 85' 86' | Asistencia: 300 espectadores Árbitro(s): Chaiya Mahapab | Asistencia: 300 espectadores Árbitro(s): Chaiya Mahapab |

| 11 de octubre de 2009 | Nepal | 0 – 5   | Baréin                                                                | Dashrath Stadium, Katmandú                                   |                                                              |
|                       |       | Reporte | Salem 28' (pen.) · Abdulhusain 38' 40' · Abbas 48' · Abdulameer 90+2' | Asistencia: 400 espectadores Árbitro(s): Charymurat Kurbanov | Asistencia: 400 espectadores Árbitro(s): Charymurat Kurbanov |

| 13 de octubre de 2009 | Irán                               | 2 – 0   | Baréin | Dashrath Stadium, Katmandú                          |                                                     |
|                       | Fathian 44' (pen.) · Aeinehchi 58' | Reporte |        | Asistencia: 100 espectadores Árbitro(s): Shaban Ali | Asistencia: 100 espectadores Árbitro(s): Shaban Ali |

| 13 de octubre de 2009 | Tayikistán                                                    | 4 – 0   | Nepal | Dashrath Stadium, Katmandú   |                              |
|                       | Sultonov 8' · Muhtojzoda 64' · Rajabalizoda 74' · Rasulov 90' | Reporte |       | Asistencia: 400 espectadores | Asistencia: 400 espectadores |

## Grupo C
Los partidos se jugaron en Yemen.
| País      | J | G | E | P | GF | GC | GD  | PTS |
| --------- | - | - | - | - | -- | -- | --- | --- |
| Siria     | 5 | 5 | 0 | 0 | 23 | 0  | +23 | 15  |
| Irak      | 5 | 4 | 0 | 1 | 15 | 3  | +12 | 12  |
| Yemen     | 5 | 3 | 0 | 2 | 12 | 3  | +9  | 9   |
| Catar     | 5 | 2 | 0 | 3 | 6  | 8  | –2  | 6   |
| Palestina | 5 | 1 | 0 | 4 | 3  | 17 | –14 | 3   |
| Bután     | 5 | 0 | 0 | 5 | 2  | 30 | –28 | 0   |

| 8 de octubre de 2009 | Siria                                                                                       | 10 – 0  | Bután | Sha'ab Sana'a Stadium, Sana'a                               |                                                             |
|                      | Aisa 7' 68' 86' · Al-Taki 11' · Hamadi 13' · Omar 34' 78' 90+1' · Al-Sebae 42' · Sabooh 71' | Reporte |       | Asistencia: 700 espectadores Árbitro(s): Muzaffar Abdullaev | Asistencia: 700 espectadores Árbitro(s): Muzaffar Abdullaev |

| 8 de octubre de 2009 | Catar     | 1 – 0   | Palestina | Ali Mohsen Al-Muraisi Stadium, Sana'a                             |                                                                   |
|                      | Jamal 53' | Reporte |           | Asistencia: 4,500 espectadores Árbitro(s): Abdulrahman Al-Qahtani | Asistencia: 4,500 espectadores Árbitro(s): Abdulrahman Al-Qahtani |

| 8 de octubre de 2009 | Yemen | 0 – 1   | Irak              | Ali Mohsen Al-Muraisi Stadium, Sana'a                         |                                                               |
|                      |       | Reporte | Husam Haitham 78' | Asistencia: 6,000 espectadores Árbitro(s): Mohamed Al Zarouni | Asistencia: 6,000 espectadores Árbitro(s): Mohamed Al Zarouni |

| 10 de octubre de 2009 | Palestina       | 2 – 1   | Bután         | Sha'ab Sana'a Stadium, Sana'a                                    |                                                                  |
|                       | Nababta 27' 83' | Reporte | Gyeltshen 17' | Asistencia: 500 espectadores Árbitro(s): Hettikankanamge Pereira | Asistencia: 500 espectadores Árbitro(s): Hettikankanamge Pereira |

| 10 de octubre de 2009 | Yemen                       | 2 – 1   | Catar     | Ali Mohsen Al-Muraisi Stadium, Sana'a                      |                                                            |
|                       | Kassim 23' · Al-Kawni 90+4' | Reporte | Jamal 60' | Asistencia: 7,000 espectadores Árbitro(s): Andre El Haddad | Asistencia: 7,000 espectadores Árbitro(s): Andre El Haddad |

| 12 de octubre de 2009 | Irak | 0 – 1   | Siria         | Ali Mohsen Al-Muraisi Stadium, Sana'a                          |                                                                |
|                       |      | Reporte | Al-Housni 73' | Asistencia: 2,500 espectadores Árbitro(s): Abdullah Al-Harrasi | Asistencia: 2,500 espectadores Árbitro(s): Abdullah Al-Harrasi |

| 14 de octubre de 2009 | Irak                                                                  | 4 – 0   | Catar | Sha'ab Sana'a Stadium, Sana'a                                 |                                                               |
|                       | Jafar Abdul-Hassan 5' · Rasool Hussein 18' (pen.) · Abbas Ali 55' 80' | Reporte |       | Asistencia: 1,500 espectadores Árbitro(s): Mohamed Al Zarouni | Asistencia: 1,500 espectadores Árbitro(s): Mohamed Al Zarouni |

| 14 de octubre de 2009 | Siria                                                                        | 9 – 0   | Palestina | Ali Mohsen Al-Muraisi Stadium, Sana'a                    |                                                          |
|                       | Omar 3' 35' 54' · Shaker 16' 25' 60' · Aisa 19' · Al-Housni 78' · Al-Ali 83' | Reporte |           | Asistencia: 2,000 espectadores Árbitro(s): Ali Abdulnabi | Asistencia: 2,000 espectadores Árbitro(s): Ali Abdulnabi |

| 14 de octubre de 2009 | Bután | 0 – 7   | Yemen                                                                  | Ali Mohsen Al-Muraisi Stadium, Sana'a                         |                                                               |
|                       |       | Reporte | Kassim 10' 76' 90+4' · Hamood 19' 71' · Abdulwahid 47' · Abduldaim 53' | Asistencia: 6,000 espectadores Árbitro(s): Muzaffar Abdullaev | Asistencia: 6,000 espectadores Árbitro(s): Muzaffar Abdullaev |

| 16 de octubre de 2009 | Catar | 0 – 2   | Siria                 | Sha'ab Sana'a Stadium, Sana'a                            |                                                          |
|                       |       | Reporte | Al-Ali 47' · Omar 76' | Asistencia: 1,000 espectadores Árbitro(s): Ali Abdulnabi | Asistencia: 1,000 espectadores Árbitro(s): Ali Abdulnabi |

| 16 de octubre de 2009 | Bután                  | 1 – 7   | Irak                                                                              | Ali Mohsen Al-Muraisi Stadium, Sana'a                             |                                                                   |
|                       | D. Tshering 45' (pen.) | Reporte | Abbas Ali 10' · Rasool Hussein 19' 30' 38' · Ali Hussein 35' 59' · Ali Raheem 86' | Asistencia: 2,000 espectadores Árbitro(s): Abdulrahman Al-Qahtani | Asistencia: 2,000 espectadores Árbitro(s): Abdulrahman Al-Qahtani |

| 16 de octubre de 2009 | Palestina | 0 – 3   | Yemen                                           | Ali Mohsen Al-Muraisi Stadium, Sana'a                              |                                                                    |
|                       |           | Reporte | Jalayta 9' (a.g.) · Kassim 26' · Abdulwahid 72' | Asistencia: 6,500 espectadores Árbitro(s): Hettikankanamge Pereira | Asistencia: 6,500 espectadores Árbitro(s): Hettikankanamge Pereira |

| 18 de octubre de 2009 | Irak                                     | 3 – 1   | Palestina   | Sha'ab Sana'a Stadium, Sana'a                              |                                                            |
|                       | Rasool Hussein 17' 28' · Ali Hussein 38' | Reporte | Maraaba 44' | Asistencia: 2,300 espectadores Árbitro(s): Andre El Haddad | Asistencia: 2,300 espectadores Árbitro(s): Andre El Haddad |

| 18 de octubre de 2009 | Bután | 0 – 4   | Catar                                 | Ali Mohsen Al-Muraisi Stadium, Sana'a                          |                                                                |
|                       |       | Reporte | Jamal 32' (pen.) 43' 65' · F. Ali 83' | Asistencia: 1,500 espectadores Árbitro(s): Abdullah Al-Harrasi | Asistencia: 1,500 espectadores Árbitro(s): Abdullah Al-Harrasi |

| 18 de octubre de 2009 | Siria         | 1 – 0   | Yemen | Ali Mohsen Al-Muraisi Stadium, Sana'a |                                |
|                       | Al-Housni 40' | Reporte |       | Árbitro(s): Mohamed Al Zarouni        | Árbitro(s): Mohamed Al Zarouni |

## Grupo D
Los partidos se jugaron en UAE (UTC+3).
| País         | J | G | E | P | GF | GC | GD  | PTS |
| ------------ | - | - | - | - | -- | -- | --- | --- |
| UAE          | 5 | 4 | 1 | 0 | 19 | 4  | +15 | 13  |
| Jordania     | 5 | 3 | 2 | 0 | 12 | 5  | +7  | 11  |
| Omán         | 5 | 3 | 1 | 1 | 8  | 3  | +5  | 10  |
| Kirguistán   | 5 | 1 | 1 | 3 | 4  | 8  | –4  | 4   |
| India        | 5 | 1 | 1 | 3 | 6  | 15 | –9  | 4   |
| Turkmenistán | 5 | 0 | 0 | 5 | 4  | 18 | –14 | 0   |

| 3 de octubre de 2009 | UAE                                      | 3 – 0   | Kirguistán | Al Qatara Stadium, Al Ain                                 |                                                           |
|                      | Saeed Ali 2' · Moosa 12' · K. Khamis 77' | Reporte |            | Asistencia: 300 espectadores Árbitro(s): Haitham Mohammed | Asistencia: 300 espectadores Árbitro(s): Haitham Mohammed |

| 3 de octubre de 2009 | India    | 1 – 6   | Jordania                                     | Al Qatara Stadium, Al Ain                                           |                                                                     |
|                      | Dhar 88' | Reporte | Soubar 22' 30' 69' 82' · Al-Bashtawi 67' 74' | Asistencia: 1,000 espectadores Árbitro(s): Tayeb Hasan Shamsuzzaman | Asistencia: 1,000 espectadores Árbitro(s): Tayeb Hasan Shamsuzzaman |

| 3 de octubre de 2009 | Turkmenistán | 0 – 2   | Omán                     | Al Qatara Stadium, Al Ain                                |                                                          |
|                      |              | Reporte | S. Yousuf 26' · Juma 66' | Asistencia: 100 espectadores Árbitro(s): Alireza Faghani | Asistencia: 100 espectadores Árbitro(s): Alireza Faghani |

| 5 de octubre de 2009 | India                     | 2 – 1   | Turkmenistán        | Al Qatara Stadium, Al Ain                                 |                                                           |
|                      | Sampingiraj 4' · Negi 17' | Reporte | Sultanov 37' (pen.) | Asistencia: 200 espectadores Árbitro(s): Ravshan Ishmatov | Asistencia: 200 espectadores Árbitro(s): Ravshan Ishmatov |

| 5 de octubre de 2009 | Omán                      | 2 – 0   | Kirguistán | Al Qatara Stadium, Al Ain                                  |                                                            |
|                      | H. Said 77' · M. Said 89' | Reporte |            | Asistencia: 100 espectadores Árbitro(s): Mukhtar Al Yarimi | Asistencia: 100 espectadores Árbitro(s): Mukhtar Al Yarimi |

| 5 de octubre de 2009 | Jordania | 0 – 0   | UAE | Al Qatara Stadium, Al Ain                                |                                                          |
|                      |          | Reporte |     | Asistencia: 2,000 espectadores Árbitro(s): Rustam Kholov | Asistencia: 2,000 espectadores Árbitro(s): Rustam Kholov |

| 8 de octubre de 2009 | Jordania                                          | 3 – 2   | Turkmenistán                     | Al Qatara Stadium, Al Ain                                |                                                          |
|                      | Obeidat 26' · Al-Bashtawi 67' (pen.) · Haddad 68' | Reporte | Surwat 35' (a.g.) · Sultanov 50' | Asistencia: 200 espectadores Árbitro(s): Alireza Faghani | Asistencia: 200 espectadores Árbitro(s): Alireza Faghani |

| 8 de octubre de 2009 | UAE                        | 2 – 1   | Omán              | Al Qatara Stadium, Al Ain                                 |                                                           |
|                      | Barman 45+2' · Mubarak 77' | Reporte | Sabeit 87' (pen.) | Asistencia: 300 espectadores Árbitro(s): Haitham Mohammed | Asistencia: 300 espectadores Árbitro(s): Haitham Mohammed |

| 8 de octubre de 2009 | Kirguistán | 0 – 0   | India | Al Qatara Stadium, Al Ain                                         |                                                                   |
|                      |            | Reporte |       | Asistencia: 100 espectadores Árbitro(s): Tayeb Hasan Shamsuzzaman | Asistencia: 100 espectadores Árbitro(s): Tayeb Hasan Shamsuzzaman |

| 10 de octubre de 2009 | Omán                     | 2 – 0   | India | Al Qatara Stadium, Al Ain                              |                                                        |
|                       | Khalifa Al-Hajri 55' 59' | Reporte |       | Asistencia: 200 espectadores Árbitro(s): Rustam Kholov | Asistencia: 200 espectadores Árbitro(s): Rustam Kholov |

| 10 de octubre de 2009 | Kirguistán      | 1 – 2   | Jordania       | Al Qatara Stadium, Al Ain                                 |                                                           |
|                       | Kudaiberdiev 3' | Reporte | Soubar 30' 87' | Asistencia: 200 espectadores Árbitro(s): Ravshan Ishmatov | Asistencia: 200 espectadores Árbitro(s): Ravshan Ishmatov |

| 10 de octubre de 2009 | Turkmenistán | 0 – 8   | UAE                                                      | Al Qatara Stadium, Al Ain                                  |                                                            |
|                       |              | Reporte | Moosa 1' 42' · Saeed 15' 16' 20' 28' 47' · K. Khamis 54' | Asistencia: 300 espectadores Árbitro(s): Mukhtar Al Yarimi | Asistencia: 300 espectadores Árbitro(s): Mukhtar Al Yarimi |

| 13 de octubre de 2009 | UAE                                                                                              | 6 – 3   | India                                           | Al Qatara Stadium, Al Ain                                 |                                                           |
|                       | J. Ahmed 19' · Saeed Ali 21' · Shahin 26' (pen.) · Saeed 44' · K. Khamis 63' · Barman 82' (pen.) | Reporte | Dhar 10' · Fernandes 55' (pen.) · Samandram 78' | Asistencia: 100 espectadores Árbitro(s): Haitham Mohammed | Asistencia: 100 espectadores Árbitro(s): Haitham Mohammed |

| 13 de octubre de 2009 | Kirguistán                        | 3 – 1   | Turkmenistán | Al Qatara Stadium, Al Ain                                         |                                                                   |
|                       | Umarov 17' · Musabek Uulu 43' 71' | Reporte | Kurbanov 22' | Asistencia: 100 espectadores Árbitro(s): Tayeb Hasan Shamsuzzaman | Asistencia: 100 espectadores Árbitro(s): Tayeb Hasan Shamsuzzaman |

| 13 de octubre de 2009 | Jordania         | 1 – 1   | Omán        | Al Qatara Stadium, Al Ain                                |                                                          |
|                       | Soubar 5' (pen.) | Reporte | H. Said 75' | Asistencia: 200 espectadores Árbitro(s): Alireza Faghani | Asistencia: 200 espectadores Árbitro(s): Alireza Faghani |

## Grupo E
Los partidos se jugaron en Filipinas.
| País         | J                  | G                  | E                  | P                  | GF                 | GC                 | GD                 | PTS                |
| ------------ | ------------------ | ------------------ | ------------------ | ------------------ | ------------------ | ------------------ | ------------------ | ------------------ |
| Japón        | 4                  | 4                  | 0                  | 0                  | 26                 | 0                  | +26                | 12                 |
| Indonesia    | 4                  | 2                  | 1                  | 1                  | 10                 | 3                  | +7                 | 7                  |
| China Taipéi | 4                  | 2                  | 0                  | 2                  | 6                  | 8                  | –2                 | 6                  |
| Bangladés    | 4                  | 1                  | 1                  | 2                  | 2                  | 8                  | –6                 | 4                  |
| Filipinas    | 4                  | 0                  | 0                  | 4                  | 1                  | 26                 | –25                | 0                  |
| Mongolia     | Abandonó el torneo | Abandonó el torneo | Abandonó el torneo | Abandonó el torneo | Abandonó el torneo | Abandonó el torneo | Abandonó el torneo | Abandonó el torneo |

| 3 de octubre de 2009 | Japón                                                                                          | 12 – 0  | Filipinas | Panaad Stadium, Bacolod City                            |                                                         |
|                      | Hayakawa 4' 15' 32' 48' 55' · Minamino 18' 21' 27' · Iwanami 29' 70' · Shinjo 60' · Takano 89' | Reporte |           | Asistencia: 2,500 espectadores Árbitro(s): Craig Zetter | Asistencia: 2,500 espectadores Árbitro(s): Craig Zetter |

| 3 de octubre de 2009 | Indonesia | 0 – 0   | Bangladés | Panaad Stadium, Bacolod City                          |                                                       |
|                      |           | Reporte |           | Asistencia: 2,000 espectadores Árbitro(s): Ng Kai Lam | Asistencia: 2,000 espectadores Árbitro(s): Ng Kai Lam |

| 5 de octubre de 2009 | China Taipéi                                             | 4 – 1   | Filipinas      | Panaad Stadium, Bacolod City                                    |                                                                 |
|                      | Ko Yu-Ting 7' 50' · Lee Meng-Che 14' · Shih Kun-Huei 40' | Reporte | Watanabe 90+2' | Asistencia: 1,000 espectadores Árbitro(s): Saeid Mozaffarizadeh | Asistencia: 1,000 espectadores Árbitro(s): Saeid Mozaffarizadeh |

| 5 de octubre de 2009 | Bangladés | 0 – 6   | Japón                                                  | Panaad Stadium, Bacolod City                         |                                                      |
|                      |           | Reporte | Minamino 12' 72' 74' · Miyamura 48' · Hayakawa 77' 82' | Asistencia: 500 espectadores Árbitro(s): Vo Minh Tri | Asistencia: 500 espectadores Árbitro(s): Vo Minh Tri |

| 7 de octubre de 2009 | Japón                                                      | 5 – 0   | China Taipéi | Panaad Stadium, Bacolod City                        |                                                     |
|                      | Minamino 20' 28' · Takano 53' · Tokunaga 89' · Kanda 90+4' | Reporte |              | Asistencia: 600 espectadores Árbitro(s): Saleem Ali | Asistencia: 600 espectadores Árbitro(s): Saleem Ali |

| 7 de octubre de 2009 | Filipinas | 0 – 9   | Indonesia | Panaad Stadium, Bacolod City                        |                                                     |
|                      |           | Reporte | Wibowo 7' 57' · Masko Kiwak 17' · P. Putra 33' 49' · Alfiansyah 66' · Nugroho 70' · A. Putra 86' · Mutolib 90+1' | Asistencia: 600 espectadores Árbitro(s): Ng Kai Lam | Asistencia: 600 espectadores Árbitro(s): Ng Kai Lam |

| 9 de octubre de 2009 | China Taipéi | 0 – 1   | Indonesia    | Panaad Stadium, Bacolod City                          |                                                       |
|                      |              | Reporte | P. Putra 67' | Asistencia: 600 espectadores Árbitro(s): Craig Zetter | Asistencia: 600 espectadores Árbitro(s): Craig Zetter |

| 9 de octubre de 2009 | Filipinas | 0 – 1   | Bangladés       | Panaad Stadium, Bacolod City                                    |                                                                 |
|                      |           | Reporte | Zaman 3' (pen.) | Asistencia: 1,000 espectadores Árbitro(s): Saeid Mozaffarizadeh | Asistencia: 1,000 espectadores Árbitro(s): Saeid Mozaffarizadeh |

| 11 de octubre de 2009 | Japón                         | 3 – 0   | Indonesia | Panaad Stadium, Bacolod City                         |                                                      |
|                       | Hayakawa 55' · Takano 64' 65' | Reporte |           | Asistencia: 500 espectadores Árbitro(s): Vo Minh Tri | Asistencia: 500 espectadores Árbitro(s): Vo Minh Tri |

| 11 de octubre de 2009 | Bangladés | 1 – 2   | China Taipéi                         | Panaad Stadium, Bacolod City                        |                                                     |
|                       | Rana 75'  | Reporte | Tsai Hung-Wei 20' · Lee Meng-Che 84' | Asistencia: 500 espectadores Árbitro(s): Saleem Ali | Asistencia: 500 espectadores Árbitro(s): Saleem Ali |

## Grupo F
Los partidos se jugaron en China.
| País           | J | G | E | P | GF | GC | GD  | PTS |
| -------------- | - | - | - | - | -- | -- | --- | --- |
| China          | 5 | 4 | 1 | 0 | 29 | 0  | +29 | 13  |
| Timor Oriental | 5 | 4 | 1 | 0 | 22 | 0  | +22 | 13  |
| Hong Kong      | 5 | 2 | 1 | 2 | 16 | 13 | +3  | 7   |
| Singapur       | 5 | 2 | 1 | 2 | 8  | 12 | –4  | 7   |
| Guam           | 5 | 1 | 0 | 4 | 9  | 11 | –2  | 3   |
| Macao          | 5 | 0 | 0 | 5 | 1  | 49 | –48 | 0   |

| 21 de septiembre de 2009 | Singapur                                                | 4 – 0   | Macao | Xianghe NTFC Stadium, Hebei |                             |
|                          | Raushyan 17' · Stephen 30' · Cher 88' · Nur Ridho 90+1' | Reporte |       | Árbitro(s): Phung Dinh Dung | Árbitro(s): Phung Dinh Dung |

| 21 de septiembre de 2009 | Guam                  | 2 – 3   | Hong Kong                            | Xianghe NTFC Stadium, Hebei         |                                     |
|                          | Cruz 33' · Damian 35' | Reporte | Tsui Hoi Kin 23' 86' · Fernandes 85' | Árbitro(s): Hettikankanamge Pereira | Árbitro(s): Hettikankanamge Pereira |

| 21 de septiembre de 2009 | China | 0 – 0   | Timor Oriental | Xianghe NTFC Stadium, Hebei |                        |
|                          |       | Reporte |                | Árbitro(s): Saleem Ali      | Árbitro(s): Saleem Ali |

| 23 de septiembre de 2009 | Singapur               | 3 – 1   | Guam     | Xianghe NTFC Stadium, Hebei    |                                |
|                          | Raushyan 14' 51' 90+3' | Reporte | Cruz 42' | Árbitro(s): Dmitriy Mashentsev | Árbitro(s): Dmitriy Mashentsev |

| 23 de septiembre de 2009 | Hong Kong | 0 – 3   | Timor Oriental                | Xianghe NTFC Stadium, Hebei    |                                |
|                          |           | Reporte | Batista 40' · Almeida 57' 86' | Árbitro(s): Akbar Bakhshizadeh | Árbitro(s): Akbar Bakhshizadeh |

| 23 de septiembre de 2009 | Macao | 0 – 14  | China | Xianghe NTFC Stadium, Hebei   |                               |
|                          |       | Reporte | Chen Han 1' 8' 34' · Hu Weiwei 20' (pen.) 22' 41' 44' · Zheng Dalun 31' 36' 54' 87' · Qiu Daming 52' 65' · Shen Tianfeng 81' | Árbitro(s): Sachiko Yamagishi | Árbitro(s): Sachiko Yamagishi |

| 26 de septiembre de 2009 | Macao | 0 – 6   | Guam                                                                        | Xianghe NTFC Stadium, Hebei    |                                |
|                          |       | Reporte | Cruz 6' 65' · Kam Chi Hou 42' (a.g.) · Topsana 62' · Naputi 64' · Pérez 66' | Árbitro(s): Akbar Bakhshizadeh | Árbitro(s): Akbar Bakhshizadeh |

| 26 de septiembre de 2009 | Timor Oriental                            | 3 – 0   | Singapur | Xianghe NTFC Stadium, Hebei  |                              |
|                          | Hornai 11' · Almeida 16' · dos Santos 89' | Reporte |          | Árbitro(s): Nitipum Kullabut | Árbitro(s): Nitipum Kullabut |

| 26 de septiembre de 2009 | China                                                                     | 6 – 0   | Hong Kong | Xianghe NTFC Stadium, Hebei |                             |
|                          | Chen Han 15' 32' · Hu Weiwei 27' 45+1' · Qiu Daming 31' · Zheng Dalun 71' | Reporte |           | Árbitro(s): Phung Dinh Dung | Árbitro(s): Phung Dinh Dung |

| 28 de septiembre de 2009 | Hong Kong       | 1 – 1   | Singapur      | Xianghe NTFC Stadium, Hebei    |                                |
|                          | Lau Tak Yan 74' | Reporte | Nur Ridho 67' | Árbitro(s): Dmitriy Mashentsev | Árbitro(s): Dmitriy Mashentsev |

| 28 de septiembre de 2009 | Timor Oriental | 13 – 0  | Macao | Xianghe NTFC Stadium, Hebei         |                                     |
|                          | Zulfahmi 6' 11' · do Rego 14' 25' 33' · Reis 19' 38' 85' · Sabas 21' · Coelho 49' · Ferreira 53' 68' (pen.) · dos Santos 66' | Reporte |       | Árbitro(s): Hettikankanamge Pereira | Árbitro(s): Hettikankanamge Pereira |

| 28 de septiembre de 2009 | Guam | 0 – 2   | China                           | Xianghe NTFC Stadium, Hebei   |                               |
|                          |      | Reporte | Zheng Dalun 50' · Hu Weiwei 67' | Árbitro(s): Sachiko Yamagishi | Árbitro(s): Sachiko Yamagishi |

| 1 de octubre de 2009 | Timor Oriental                              | 3 – 0   | Guam | Xianghe NTFC Stadium, Hebei  |                              |
|                      | Almeida 40' · da Fonseca 56' · Ferreira 57' | Reporte |      | Árbitro(s): Nitipum Kullabut | Árbitro(s): Nitipum Kullabut |

| 1 de octubre de 2009 | Macao     | 1 – 12  | Hong Kong | Xianghe NTFC Stadium, Hebei |                        |
|                      | Vilas 40' | Reporte | Fernandes 8' · Tsui Hoi Kin 10' 42' 45+2' 90+1' · Hui Ka Lok 30' · Chuck Yiu Kwok 35' 45+1' · Wong Chun Hin 54' · Luk Tsz Ho 61' · Tsang Tsz Hin 75' 90+3' | Árbitro(s): Saleem Ali      | Árbitro(s): Saleem Ali |

| 1 de octubre de 2009 | China                                                                                       | 7 – 0   | Singapur | Xianghe NTFC Stadium, Hebei    |                                |
|                      | Stephen 4' (a.g.) · Qiu Daming 12' · Wu Haoran 20' · Chen Han 38' 54' · Hu Weiwei 45+1' 72' | Reporte |          | Árbitro(s): Akbar Bakhshizadeh | Árbitro(s): Akbar Bakhshizadeh |

## Grupo G
Los partidos se jugaron en Tailandia.
| País            | J | G | E | P | GF | GC | GD  | PTS |
| --------------- | - | - | - | - | -- | -- | --- | --- |
| Corea del Norte | 5 | 4 | 1 | 0 | 15 | 4  | +11 | 13  |
| Vietnam         | 5 | 2 | 2 | 1 | 12 | 6  | +6  | 8   |
| Tailandia       | 5 | 2 | 2 | 1 | 13 | 4  | +9  | 8   |
| Corea del Sur   | 5 | 1 | 3 | 1 | 17 | 7  | +10 | 6   |
| Myanmar         | 5 | 1 | 2 | 2 | 4  | 8  | –4  | 5   |
| Camboya         | 5 | 0 | 0 | 5 | 2  | 34 | –32 | 0   |

| 9 de octubre de 2009 | Corea del Sur | 0 – 0   | Myanmar | Thai Army Sports Stadium, Bangkok                   |                                                     |
|                      |               | Reporte |         | Asistencia: 130 espectadores Árbitro(s): Ryuji Sato | Asistencia: 130 espectadores Árbitro(s): Ryuji Sato |

| 9 de octubre de 2009 | Tailandia                                                                   | 8 – 0   | Camboya | Thai Army Sports Stadium, Bangkok |                                 |
|                      | Wattayawong 48' · Khamkhong 26' 30' 33' 83' · Hochin 44' 58' · Yotphrom 60' | Reporte |         | Árbitro(s): Dilovarshokh Orzuev   | Árbitro(s): Dilovarshokh Orzuev |

| 9 de octubre de 2009 | Vietnam         | 1 – 2   | Corea del Norte                 | Thai-Japanese Stadium, Bangkok                          |                                                         |
|                      | Vo Ngoc Duc 51' | Reporte | Jo Kwang 23' · Ju Jong-Chol 85' | Asistencia: 100 espectadores Árbitro(s): Kakabay Seydov | Asistencia: 100 espectadores Árbitro(s): Kakabay Seydov |

| 11 de octubre de 2009 | Tailandia | 0 – 1   | Vietnam             | Thai Army Sports Stadium, Bangkok                           |                                                             |
|                       |           | Reporte | Nguyen Xuan Nam 74' | Asistencia: 200 espectadores Árbitro(s): Yadollah Jahanbazi | Asistencia: 200 espectadores Árbitro(s): Yadollah Jahanbazi |

| 11 de octubre de 2009 | Corea del Norte                                                            | 5 – 1   | Myanmar         | Thai Army Sports Stadium, Bangkok                  |                                                    |
|                       | Jo Kwang 6' 84' · Ri Kwang-Il 35' · Pak Myong-Song 53' · Kang Nam-Gwon 62' | Reporte | Nyi Nyi Min 41' | Asistencia: 200 espectadores Árbitro(s): Wan Daxue | Asistencia: 200 espectadores Árbitro(s): Wan Daxue |

| 11 de octubre de 2009 | Camboya | 0 – 11  | Corea del Sur | Thai-Japanese Stadium, Bangkok                     |                                                    |
|                       |         | Reporte | Hwang Sin-Young 18' 45+2' 47' · Bang Chan-Jun 24' · Park Jung-Bin 34' 45' · Kwon Chang-Hoon 43' · Kang Tae-Woong 46' 83' · Rotha 57' (a.g.) · Oh Joun-Houk 77' | Asistencia: 100 espectadores Árbitro(s): Nami Sato | Asistencia: 100 espectadores Árbitro(s): Nami Sato |

| 14 de octubre de 2009 | Camboya       | 1 – 7   | Vietnam | Thai Army Sports Stadium, Bangkok                      |                                                        |
|                       | Vathanaka 67' | Reporte | Nguyen Van Nui 7' 21' · Nguyen Anh Phong 24' 75' · Dang Anh Tuan 58' · Nguyen Cong Danh 68' · Luong Van Hoang 89' | Asistencia: 75 espectadores Árbitro(s): Kakabay Seydov | Asistencia: 75 espectadores Árbitro(s): Kakabay Seydov |

| 14 de octubre de 2009 | Corea del Sur     | 1 – 2   | Corea del Norte  | Thai Army Sports Stadium, Bangkok                   |                                                     |
|                       | Park Jung-Bin 13' | Reporte | Jo Kwang 29' 71' | Asistencia: 150 espectadores Árbitro(s): Ryuji Sato | Asistencia: 150 espectadores Árbitro(s): Ryuji Sato |

| 14 de octubre de 2009 | Myanmar | 0 – 2   | Tailandia                   | Thai-Japanese Stadium, Bangkok                       |                                                      |
|                       |         | Reporte | Wattayawong 4' · Hochin 52' | Asistencia: 300 espectadores Árbitro(s): Kao Tsai-Hu | Asistencia: 300 espectadores Árbitro(s): Kao Tsai-Hu |

| 16 de octubre de 2009 | Corea del Norte  | 1 – 1   | Tailandia            | Thai Army Sports Stadium, Bangkok                  |                                                    |
|                       | Jang Ok-Chol 83' | Reporte | Khamkhong 89' (pen.) | Asistencia: 350 espectadores Árbitro(s): Wan Daxue | Asistencia: 350 espectadores Árbitro(s): Wan Daxue |

| 16 de octubre de 2009 | Myanmar                                   | 3 – 1   | Camboya  | Thai Army Sports Stadium, Bangkok                  |                                                    |
|                       | Htet Wai Phyo 11' 52' · Aung Myo Htwe 49' | Reporte | Rina 72' | Asistencia: 100 espectadores Árbitro(s): Nami Sato | Asistencia: 100 espectadores Árbitro(s): Nami Sato |

| 16 de octubre de 2009 | Vietnam                                      | 3 – 3   | Corea del Sur                                                | Thai-Japanese Stadium, Bangkok                              |                                                             |
|                       | Nguyen Ha Long 35' · Nguyen Xuan Nam 54' 63' | Reporte | Hwang Sin-Young 19' · Jeong Hog-Yun 78' · Kang Tae-Woong 80' | Asistencia: 150 espectadores Árbitro(s): Yadollah Jahanbazi | Asistencia: 150 espectadores Árbitro(s): Yadollah Jahanbazi |

| 19 de octubre de 2009 | Corea del Norte                        | 2 – 2   | Tailandia                     | Thai Army Sports Stadium, Bangkok                      |                                                        |
|                       | Kim Seung-Jun 6' · Kwon Chang-Hoon 82' | Reporte | Saensa 63' · Ngernprasert 72' | Asistencia: 1,200 espectadores Árbitro(s): Kao Tsai-Hu | Asistencia: 1,200 espectadores Árbitro(s): Kao Tsai-Hu |

| 19 de octubre de 2009 | Myanmar | 0 – 0   | Vietnam | Thai Army Sports Stadium, Bangkok                            |                                                              |
|                       |         | Reporte |         | Asistencia: 650 espectadores Árbitro(s): Dilovarshokh Orzuev | Asistencia: 650 espectadores Árbitro(s): Dilovarshokh Orzuev |

| 19 de octubre de 2009 | Camboya | 0 – 5   | Corea del Norte                                           | Thai-Japanese Stadium, Bangkok                             |                                                            |
|                       |         | Reporte | Jang Ok-Chol 2' · Jo Kwang 45' 49' · Ri Ji-Song 61' 90+2' | Asistencia: 50 espectadores Árbitro(s): Yadollah Jahanbazi | Asistencia: 50 espectadores Árbitro(s): Yadollah Jahanbazi |

## Grupo H
Los partidos se jugaron en Australia.
| País      | J | G | E | P | GF | GC | GD  | PTS |
| --------- | - | - | - | - | -- | -- | --- | --- |
| Australia | 4 | 3 | 1 | 0 | 17 | 3  | +14 | 10  |
| Laos      | 4 | 1 | 1 | 2 | 10 | 17 | –7  | 4   |
| Malasia   | 4 | 0 | 2 | 2 | 7  | 14 | –7  | 2   |

| 6 de octubre de 2009 | Australia                                                                                 | 7 – 0   | Laos | McKellar Park, Canberra                                      |                                                              |
|                      | Monaco 26' 44' · Paterson 42' · Morton 49' · Makarounas 73' · Da Silva 77' · Perkatis 80' | Reporte |      | Asistencia: 300 espectadores Árbitro(s): Pandian Palaniyandi | Asistencia: 300 espectadores Árbitro(s): Pandian Palaniyandi |

| 8 de octubre de 2009 | Malasia | 0 – 6   | Laos                                                                      | McKellar Park, Canberra                                |                                                        |
|                      |         | Reporte | Khanthavong 10' · Saysana 19' 40' 73' · Chanchaleune 45+3' · Sayalath 86' | Asistencia: 200 espectadores Árbitro(s): Hajime Matsuo | Asistencia: 200 espectadores Árbitro(s): Hajime Matsuo |

| 10 de octubre de 2009 | Australia                 | 2 – 2   | Malasia                  | McKellar Park, Canberra                              |                                                      |
|                       | Ilic 12' · Gallifuoco 71' | Reporte | Nik Min 75' · Mansor 85' | Asistencia: 300 espectadores Árbitro(s): Ng Chiu Kok | Asistencia: 300 espectadores Árbitro(s): Ng Chiu Kok |

| 12 de octubre de 2009 | Laos | 0 – 6   | Australia                                                                 | McKellar Park, Canberra                                |                                                        |
|                       |      | Reporte | Gallifuoco 29' · Makarounas 45' · Morton 70' · Chapman 76' · Ilic 80' 90' | Asistencia: 300 espectadores Árbitro(s): Hajime Matsuo | Asistencia: 300 espectadores Árbitro(s): Hajime Matsuo |

| 14 de octubre de 2009 | Laos                                                    | 4 – 4   | Malasia                                         | McKellar Park, Canberra                              |                                                      |
|                       | Saysana 16' 66' · Pula 30' (a.g.) · Sihavong 70' (pen.) | Reporte | Tajudin 32' 50' · Bahari 40' (pen.) · Ishak 63' | Asistencia: 100 espectadores Árbitro(s): Ng Chiu Kok | Asistencia: 100 espectadores Árbitro(s): Ng Chiu Kok |

| 16 de octubre de 2009 | Malasia   | 1 – 2   | Australia                   | McKellar Park, Canberra                                      |                                                              |
|                       | Ishak 44' | Reporte | Makarounas 9' · Degenek 33' | Asistencia: 300 espectadores Árbitro(s): Pandian Palaniyandi | Asistencia: 300 espectadores Árbitro(s): Pandian Palaniyandi |

## Clasificados
| - Australia - China - Indonesia - Irán | - Irak - Japón - Jordania - Corea del Norte | - Kuwait - Omán - Siria - Tayikistán | - Timor Oriental - UAE - Uzbekistán - Vietnam |  |